# Michele Greene

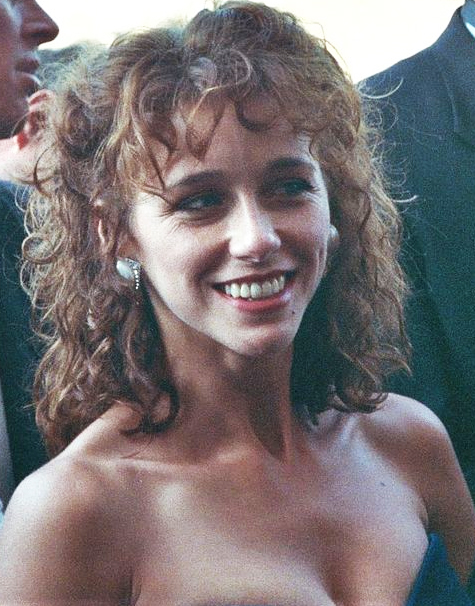
Michele Greene bei den Emmy Awards 1990

Michele Dominguez Greene (* 3. Februar 1962 in Las Vegas, Nevada) ist eine US-amerikanische Schauspielerin, Sängerin und Autorin. Bekanntheit erlangte sie vor allem durch ihre Rolle der Abigail „Abby“ Perkins in der Fernsehserie L.A. Law – Staranwälte, Tricks, Prozesse, die sie von 1986 bis 1991 verkörperte.

## Leben
Greenes Familie hat Wurzeln in Irland, Mexiko und Nicaragua. Ihre Mutter war als Sängerin und Tänzerin tätig. Sie besuchte die Fairfax High School in Los Angeles, wo sie in ersten Theaterstücken auf der Bühne stand. Während ihres anschließenden Studiums an der University of Southern California trat Greene ab 1979 in ersten kleinen Fernsehrollen auf.
Nach einer größeren Rolle in der kurzlebigen Fernsehserie Bay City Blues 1983 bot ihr der Produzent Steven Bochco die Rolle der Abby Perkins in seiner neuen Serie L.A. Law – Staranwälte, Tricks, Prozesse an. Die Sendung wurde äußerst populär und verhalf auch Greene zu hoher Bekanntheit. 1989 wurde sie für einen Emmy als beste Nebendarstellerin nominiert. 1991 verließ Greene die Serie, um sich mehr ihrer Tätigkeit als Musikerin zu widmen. Im Fernsehfilm L.A. Law – Der Film war sie 2002 erneut in ihrer alten Rolle zu sehen.
Nach ihrem Austritt aus L.A. Law war Greene vor allem als Gastdarstellerin in zahlreichen bekannten Fernsehserien tätig. Die meisten ihrer Filmrollen spielte sie in Direct-to-Video-Produktionen oder Fernsehfilmen. 1994 war Greene in einer größeren Rolle im Familienfilm Abenteuer auf der Wildwasser-Ranch zu sehen, 1999 spielte sie im Thriller Fugitive Mind – Der Weg ins Jenseits mit. 2010 verkörperte Greene die Reporterin Sheila Jackson White in drei Folgen der Serie Big Love. 2011 beendete sie ihre Schauspielkarriere nach über 70 Film- und Fernsehauftritten.
Als Musikerin hat Michele Greene zwei Alben veröffentlicht. Sie betätigte sich zudem als Autorin und verfasste zwei Jugendromane. Greene war von 1997 bis zur Scheidung im folgenden Jahr verheiratet. Die Ehe blieb kinderlos.
Greene hatte keine feste deutsche Synchronstimme. In ihrer bekanntesten Rolle als Abby Perkins in L.A. Law wurde sie von Hansi Jochmann gesprochen.

## Filmografie (Auswahl)

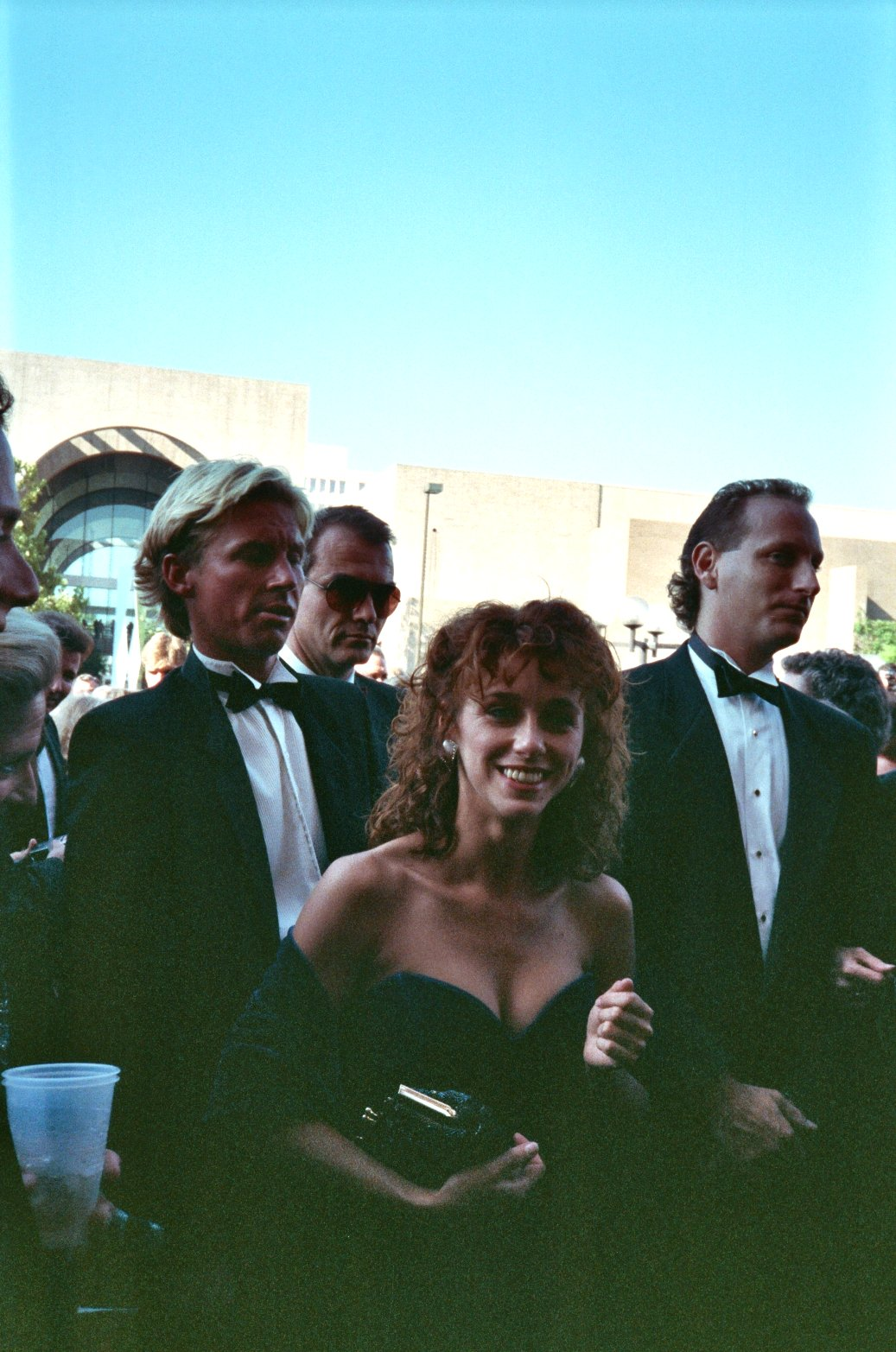
Michele Greene (1990)

### Filme
- 1985: Seduced (Fernsehfilm)
- 1988: Going to the Chapel
- 1990: Ohne Zeugen (In the Best Interest of the Child; Fernsehfilm)
- 1990: Nightmare – Hotel des Grauens (Nightmare on the 13th Floor; Fernsehfilm)
- 1994: The Unborn 2
- 1994: Blackout (Stranger by Night)
- 1994: Abenteuer auf der Wildwasser-Ranch (How the West Was Fun)
- 1996: Daddy’s Girl
- 1997: Her Married Lover
- 1997: Stranger in the House
- 1998: Captive – Ein kaltblütiger Plan (Captive)
- 1999: Fugitive Mind – Der Weg ins Jenseits (Fugitive Mind)
- 2000: Alcatraz Avenue
- 2001: A Family Affair
- 2002: Determination of Death
- 2002: L.A. Law – Der Film (L.A. Law: The Movie)
- 2003: A Woman Hunted
- 2003: Flashflood – Wenn der Damm bricht
- 2006: The Legend of Lucy Keyes

### Fernsehserien
Soweit nicht anders erwähnt jeweils eine Folge.
- 1982: Ein Duke kommt selten allein (The Dukes of Hazzard)
- 1983: Junge Schicksale (ABC Afterschool Specials)
- 1983: Bay City Blues (acht Folgen)
- 1984: Ein Engel auf Erden (Highway to Heaven)
- 1985: Simon & Simon
- 1986–1991: L.A. Law – Staranwälte, Tricks, Prozesse (L.A. Law; 105 Folgen)
- 1987: Matlock
- 1993: Picket Fences – Tatort Gartenzaun (Picket Fences)
- 1997: Outer Limits – Die unbekannte Dimension (The Outer Limits)
- 1997/2001: Diagnose: Mord (Diagnosis: Murder; zwei Folgen)
- 2000: Stargate – Kommando SG-1 (Stargate SG-1)
- 2002: JAG – Im Auftrag der Ehre (JAG)
- 2002: CSI: Vegas (CSI: Crime Scene Investigation)
- 2003: Strong Medicine: Zwei Ärztinnen wie Feuer und Eis (Strong Medicine)
- 2004: Für alle Fälle Amy (Judging Amy)
- 2004: Crossing Jordan – Pathologin mit Profil (Crossing Jordan)
- 2004: Threat Matrix – Alarmstufe Rot (Threat Matrix)
- 2005: Six Feet Under – Gestorben wird immer (Six Feet Under)
- 2005: Nip/Tuck – Schönheit hat ihren Preis (Nip/Tuck)
- 2006: The Unit – Eine Frage der Ehre (The Unit)
- 2007: Cold Case – Kein Opfer ist je vergessen (Cold Case)
- 2008: Bones – Die Knochenjägerin (Bones)
- 2009: Brothers & Sisters
- 2009: Three Rivers Medical Center (Three Rivers)
- 2010: Big Love (drei Folgen)
- 2011: The Defenders
- 2011: CSI: Miami